# Jean-Luc Monschau
Jean-Luc Monschau (Mulhouse, 5 giugno 1951) è un ex cestista e allenatore di pallacanestro francese.

## Palmarès

### Allenatore
- Campionato francese: 2

Nancy: 2007-08, 2010-11
- Semaine des As: 1

Nancy: 2005
- Match des Champions: 2

Nancy: 2008, 2011

### Individuale
- Miglior allenatore della LNB Pro A: 1

Mulhouse: 1988-89